# Diadem of 12 Stars
| Оценки критиков | Оценки критиков |
| Источник        | Оценка          |
| --------------- | --------------- |
| AllMusic        | [ 1 ]           |
| Sputnikmusic    | [ 2 ]           |
| Pitchfork       | [ 3 ]           |

Diadem of 12 Stars (с англ. — «Диадема двенадцати звёзд») — дебютный студийный альбом американской блэк-метал-группы Wolves in the Throne Room, выпущенный 7 февраля 2006 года на лейбле Artemisia Records. Именно эта запись привлекла внимание Southern Lord Records, которые подписали контракт с группой в конце 2006 года и переиздали альбом на виниле. Впоследствии альбом был переиздан в 2016 году на собственном лейбле группы Artemisia Records.
Альбом был спродюсирован Тимом Грином, который также был продюсером группы Weakling, которую Wolves in the Throne Room указывали в качестве одной из главный групп, повлиявших на их творчество.
Diadem of 12 Stars занял 9 место в списке Kerrang! «13 величайших блэк-метал альбомов XXI века».

## Список композиций
| №                   | Название                                     | Длительность |
| ------------------- | -------------------------------------------- | ------------ |
| 1.                  | «Queen of the Borrowed Light»                | 12:58        |
| 2.                  | «Face in a Night Time Mirror»                | 27:19        |
| 3.                  | «(A Shimmering Radiance) Diadem of 12 Stars» | 20:22        |
| Общая длительность: | Общая длительность:                          | 60:39        |

## Участники записи
- Натан Уивер — гитара, вокал
- Аарон Уивер — ударные
- Рик Далин — гитара, вокал